# Jesús Arredondo
Jesús Arredondo es un deportista mexicano que compitió en judo. Ganó una medalla de plata en el Campeonato Panamericano de Judo de 1965, en la categoría de –68 kg.

## Palmarés internacional
| Campeonato Panamericano | Campeonato Panamericano         | Campeonato Panamericano | Campeonato Panamericano |
| Año                     | Lugar                           | Medalla                 | Categoría               |
| ----------------------- | ------------------------------- | ----------------------- | ----------------------- |
| 1965                    | Ciudad de Guatemala (Guatemala) | Medalla de plata        | –68 kg                  |